# Bena (Australien)
Bena ist ein Ort im australischen South Gippsland Shire im Bundesstaat Victoria in der Region Gippsland.

## Geografie
Der Ort grenzt im Westen an Jeetho und Krowera, im Norden an Loch, im Osten an Korumburra und Jumbunna und im Süden an Moyarra. 

## Bevölkerung
Von den 294 Einwohnern des Ortes im Jahr 2016 waren 149 männlich und 114 weiblich. Das durchschnittliche Alter lag bei 51 Jahren, 13 Jahre höher als der australische Durchschnitt.
Die Haushalte hatten durchschnittlich 2,1 Personen und Familien mit Kindern 1,9 davon. Pro Haus gab es 2,3 motorisierte Fahrzeuge.